# Egling an der Paar
Egling an der Paar (eller: Egling a.d.Paar) er en kommune i Landkreis Landsberg am Lech, Regierungsbezirk Oberbayern i den tyske delstat Bayern.
Til kommunen hører landsbyerne Heinrichshofen og Hattenhofen.